# Jacob Pitts
Jacob Rives Pitts é um ator norte-americano. Fez o filme Quebrando a Banca, em qual ele interpreta Fisher, um contador de cartas rebelde. Fez também o filme Eurotrip - Passaporte para a Confusão, no qual interpreta Cooper, um jovem que topa qualquer parada para ajudar seu amigo Scott e acaba entrando em altas confusões num tour pela Europa.
Ele também participou do seriadoThe Sinner, da Netflix, ao lado de Jessica Biel e Bill Pullman, no papel de JD Lambert, em 2017.

## Filmografia
- Quebrando a Banca (2008)
- Across the Universe (2007)
- Passaporte para a Confusão (2004)
- K-19: The Windowmaker (2002)
- “The Sinner” (2017)